# Jean-Baptiste Durand
Pour les articles homonymes, voir Durand.
Jean-Baptiste Durand est un homme politique français né le 22 décembre 1843 à Moirax (Lot-et-Garonne) et décédé le 25 décembre 1902 à Agen (Lot-et-Garonne).

## Biographie
Maire d'Agen de 1880 à 1889 et conseiller général du canton d'Agen-2, il est sénateur de Lot-et-Garonne de 1888 à 1897, siégeant à gauche. 